# Andrew Haigh
Andrew Haigh (7 de marzo de 1973) es un cineasta británico. Nominado dos veces a los Premios BAFTA, es reconocido por haber dirigido y escrito los filmes 45 años (2011) y All of Us Strangers (2023) en donde obtuvo buena acogida por el público y la crítica. En televisión destaca su trabajo en la serie de televisión de HBO, Looking (2014–2015).

## Carrera
Haigh trabajó como editor asistente en películas como Gladiator y Black Hawk Down antes de debutar como escritor/director con el cortometraje Oil. En 2009 dirigió su primer largometraje, Greek Pete, que debutó en el London Lesbian and Gay Film Festival. La película está ambientada en Londres y se centra en la prostitución masculina. 
El segundo largometraje de Haigh, el aclamado drama romántico Weekend, sobre una relación de 48 horas entre dos hombres (interpretados por Tom Cullen y Chris New), se estrenó el 11 de marzo de 2011 en el Festival de Cine SXSW, donde ganó el premio del público por Emerging Visions. La película se proyectó en muchos otros festivales de todo el mundo y obtuvo muchos más premios, incluido el Gran Premio del Jurado a la Mejor Película Narrativa Internacional en LA Outfest y el premio del Círculo de Críticos de Cine de Londres por Avance cineasta británico. 
La siguiente película de Haigh, 45 años, se estrenó como parte de la competencia principal en el 65.º Festival Internacional de Cine de Berlín. La película ganó los principales premios de actuación en el festival para sus dos protagonistas, Charlotte Rampling y Tom Courtenay. Se estrenó ampliamente en el Reino Unido el 28 de agosto de 2015 y se proyectó en los festivales de cine de Telluride y Toronto en septiembre de 2015. Más tarde, la película recibió una nominación al Premio Óscar para Charlotte Rampling. Tras su estreno, la película recibió críticas positivas, con una calificación del 97 % en Rotten Tomatoes. Kate Taylor de The Globe and Mail escribió: "45 años expone el equilibrio paradójico del matrimonio exitoso, que requiere una suspensión sentimental de la incredulidad por un lado y una capacidad testaruda para hacer frente a la vida cotidiana por el otro". 
Haigh cocreó, coprodujo y ocasionalmente escribió y dirigió la serie dramática de HBO Looking (2014-2016), sobre un grupo de hombres homosexuales en San Francisco, que luchó por atraer audiencias a pesar de recibir críticas generalmente positivas de los críticos. Cancelada después de dos temporadas, la serie terminó con una película para televisión de dos horas en 2016.
La siguiente película de Haigh, Lean on Pete, basada en la novela de Willy Vlautin sobre un adolescente en Oregón, se estrenó en el 74° Festival Internacional de Cine de Venecia en 2017. Se estrenó en cines y VOD en abril-mayo de 2018 y recibió elogios de la crítica.
En octubre de 2016, Haigh fue anunciado como el escritor y director de The North Water, una miniserie basada en la novela del mismo nombre de Ian McGuire. Se esperaba que la filmación comenzara en el verano de 2018. Después de algunos retrasos en la filmación en marzo de 2020 debido a la pandemia de COVID-19 , se estrenó entre el 15 de julio y el 12 de agosto en BBC Two en 2021.

## Vida personal
Haigh está casado con el novelista Andy Morwood. La pareja tiene dos hijas. Haigh se identifica como ateo.

## Filmografía

### Cine
| Año  | Título              | Director | Guionista | Editor | Distribuidora                   |
| ---- | ------------------- | -------- | --------- | ------ | ------------------------------- |
| 2009 | Greek Pete          | Sí       | Sí        | Sí     | Peccadillo Pictures             |
| 2011 | Weekend             | Sí       | Sí        | Sí     | Peccadillo Pictures / IFC Films |
| 2015 | 45 Years            | Sí       | Sí        | No     | IFC Films                       |
| 2017 | Lean on Pete        | Sí       | Sí        | No     | A24                             |
| 2023 | All of Us Strangers | Sí       | Sí        | No     | Searchlight Pictures            |

| Año  | Título         | Director | Guionista | Editor | Distribuidora |
| ---- | -------------- | -------- | --------- | ------ | ------------- |
| 2003 | Oil            | Sí       | Sí        | Sí     |               |
| 2005 | Markings       | Sí       | Sí        | No     |               |
| 2005 | Cahuenga Blvd  | Sí       | Sí        | Sí     |               |
| 2009 | Five Miles Out | Sí       | Sí        | No     |               |

### Televisión
| Año       | Trabajo            | Director | Guionista | Notas                  |                             |
| --------- | ------------------ | -------- | --------- | ---------------------- | --------------------------- |
| 2014–2015 | Trabajo            | Looking  | Sí        | Sí                     | También productor ejecutivo |
| 2016      | Looking: The Movie | Sí       | Sí        | Telefilme              |                             |
| 2019      | The OA             | Sí       | No        | 2 episodios            |                             |
| 2021      | The North Water    | Sí       | Sí        | Miniserie; 5 episodios |                             |

## Premios y nominaciones
Premios BAFTA
| Año  | Categoría            | Película            | Resultado | Ref.  |
| ---- | -------------------- | ------------------- | --------- | ----- |
| 2024 | Mejor director       | All of Us Strangers | Nominado  | [ 8 ] |
| 2024 | Mejor guion adaptado | All of Us Strangers | Nominado  | [ 8 ] |

Premios Independent Spirit
| Año  | Categoría      | Película            | Resultado | Ref.  |
| ---- | -------------- | ------------------- | --------- | ----- |
| 2024 | Mejor director | All of Us Strangers | Nominado  | [ 9 ] |

Premios de la Sociedad Internacional de Cinéfilos
| Año  | Categoría            | Película            | Resultado | Ref.   |
| ---- | -------------------- | ------------------- | --------- | ------ |
| 2024 | Mejor director       | All of Us Strangers | Nominado  | [ 10 ] |
| 2024 | Mejor guion adaptado | All of Us Strangers | Ganador   | [ 10 ] |